# Dialogi karmelitanek (opera)
Dialogi karmelitanek (fr. Dialogues des carmélites) – opera Francisa Poulenca w trzech aktach. Libretto napisał sam kompozytor według dramatu Georges'a Bernanosa. Prapremiera opery miała miejsce w Mediolanie 26 stycznia 1957 r., a jej premiera polska odbyła się w Łodzi w 2000 roku.

## Osoby
- Blanche de la Force – sopran

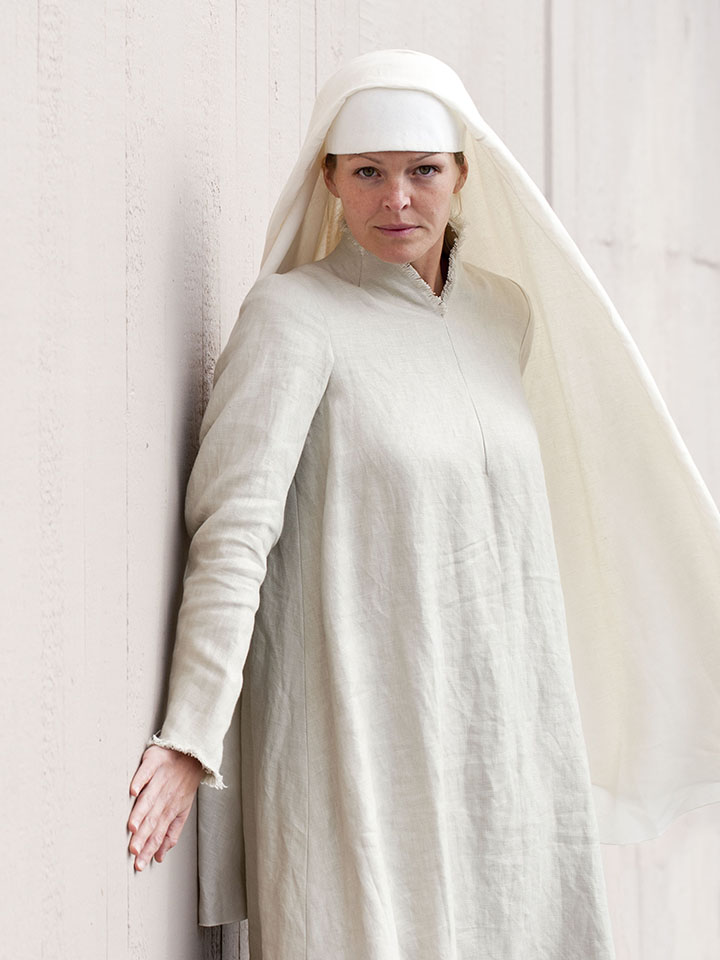
Elin Rombo jako siostra Blanche w inscenizacji w Operze Królewskiej w Sztokholmie w 2011 r.

- Madame de Croissy, przeorysza Karmelu – kontralt
- Madame Lidoine, nowa przeorysza – sopran
- matka Maria – mezzosopran
- siostra Konstancja – sopran
- markiz de la Force – baryton
- kawaler de la Force – tenor
- matka Joanna – kontralt
- kapelan – baryton

inni.

## Treść
Akcja dzieje się w Paryżu i Compiègne w roku 1789 i następnych.
Opera jest fabularyzowaną historią 16 karmelitanek z Compiègne.